# 동맹 (뉴질랜드)
동맹(영어: Alliance)은 과거에 존재하였던 뉴질랜드의 정당으로, 녹색당, 마나 모투하케, 민주당, 신노동당 등 4개의 좌파 정당이 연합해서 결성한 조직이었다. 1990년대 선풍적인 지지를 받았지만 내부 분열 끝에 2002년 대표인 짐 앤더턴이 탈당 후 신당을 차리면서 크게 위축된 끝에 2002년 총선에서 원외로 추락하였다.